# Juan Carlos Bazalar
Juan Carlos Bazalar Cruzado (ur. 23 lutego 1968 w Limie) – były peruwiański piłkarz występujący na pozycji pomocnika.

## Kariera klubowa
Bazalar zawodową karierę rozpoczynał w 1987 roku w zespole Universitario de Deportes. Spędził tam 8 sezonów. W tym czasie wywalczył z zespołem 4 mistrzostwa Peru (1987, 1990, 1992, 1993) oraz 2 wicemistrzostwa Peru (1988, 1991). W 1995 roku odszedł do ekipy Ciclista Lima. Po jednym sezonie w tym klubie trafił do Sport Boys, gdzie również spędził jeden sezon.
W 1997 roku Bazalar przeszedł do Alianzy Lima. W tym samym roku zdobył z nią mistrzostwo Peru. W 1998 roku podpisał kontrakt z grecką Verią. Występował w niej przez ponad rok. Na początku 2000 roku wrócił do Peru, gdzie został graczem klubu FBC Melgar. W 2001 roku ponownie trafił do Alianzy Lima. W tym samym roku wywalczył z nią mistrzostwo Peru.
W 2003 roku Bazalar odszedł do zespołu Cienciano. W latach 2005–2006 dwukrotnie zdobył z nim mistrzostwo Peru. W Cienciano grał przez 6 sezonów. Po sezonie 2009 spędzonym w klubie Sport Áncash, zakończył karierę.

## Kariera reprezentacyjna
W reprezentacji Peru Bazalar zadebiutował w 1989 roku. W 2007 roku został powołany do kadry na Copa América. Na tamtym turnieju, zakończonym przez Peru na ćwierćfinale, zagrał w pojedynkach z Urugwajem (3:0), Wenezuelą (0:2) i Argentyną (0:4). W latach 1989–2007 w drużynie narodowej rozegrał w sumie 27 spotkań.